# Stora Bergsjön, Småland
Stora Bergsjön är en sjö i Åtvidabergs kommun i Småland och ingår i Storåns huvudavrinningsområde. Sjön har en area på 0,137 kvadratkilometer och ligger 78,2 meter över havet. Sjön avvattnas av vattendraget Stenbäcken.

## Delavrinningsområde
Stora Bergsjön ingår i det delavrinningsområde (644715-152200) som SMHI kallar för Mynnar i Storån. Medelhöjden är 95 meter över havet och ytan är 10,64 kvadratkilometer. Det finns ett avrinningsområde uppströms, och räknas det in blir den ackumulerade arean 14,03 kvadratkilometer. Stenbäcken som avvattnar avrinningsområdet har biflödesordning 2, vilket innebär att vattnet flödar genom totalt 2 vattendrag innan det når havet efter 29 kilometer. Avrinningsområdet består mestadels av skog (69 %), öppen mark (11 %) och jordbruk (17 %). Avrinningsområdet har 0,12 kvadratkilometer vattenytor vilket ger det en sjöprocent på 1,2 %.